# Conicosia
Conicosia, biljni rod iz porodice čupavica, smješten u tribus Apatesieae, dio potporodice Ruschioideae. 
Priznate su dvije vrste, obje sukulentni polugrmovi iz južnoafričklih provincija Northern Cape i Western Cape

## Vrste
- Conicosia elongata (Haw.) Schwantes
- Conicosia pugioniformis (L.) N.E.Br.

## Sinonimi
- Herrea Schwantes; Möllers Deutsche Gärtnerz. 42: 436 (1928)